# Eiko Takamatsu
Pour les articles homonymes, voir Takamatsu (homonymie).
Eiko Takamatsu (高松榮子, Takamatsu Eiko), née le 2 juillet 1893 à Tokyo et morte le 4 octobre 1957, est une actrice japonaise. Son vrai nom est Shizu Suda (須田シヅ, Suda Shizu).

## Biographie
Eiko Takamatsu rejoint les studios Kamata de la Shōchiku en 1924 et fait sa première apparition en tant qu'actrice aux côtés de Yōko Umemura dans Imōto de Tadamoto Ōkubo. Bien qu'elle tiennent les premiers rôles dans Ai no ranbu aux côtés de Jun Arai (ja) où dans Tōkaidō hiza kurige, elle apparaît plus généralement dans des seconds rôles. Elle prend sa retraite en 1956.
Eiko Takamatsu a interprété plus de cent rôles au cinéma entre 1924 et 1956, tous dans des films de la Shōchiku à l'exception des deux derniers.

## Filmographie partielle
- 1924 : Imōto (妹?) de Tadamoto Ōkubo
- 1924 : Seki no gohon matsu (関の五本松?) de Kiyohiko Ushihara
- 1924 : La Pluie de l’île de la forteresse (城ケ崎の雨, Jōgashima no ame?) de Yasujirō Shimazu
- 1925 : Ai no ranbu (愛の乱舞?) de Jirō Yoshino (ja)
- 1925 : Futari junrei (二人巡礼?) de Kazunobu Shigemune
- 1925 : Tōkaidō hiza kurige: Daiipen (東海道膝栗毛 第一篇?) de Jirō Yoshino (ja)
- 1928 : La Fiancée du village (村の花嫁, Mura no hanayome?) de Heinosuke Gosho : Oyoshi, la mère de Ken'ichi
- 1928 : Rêves de jeunesse (若人の夢, Wakodo no yume?) de Yasujirō Ozu : la logeuse
- 1929 : Le Forgeron de la forêt (森の鍛冶屋, Mori no kajiya?) de Hiroshi Shimizu : Otane
- 1929 : Combats amicaux à la japonaise (和製喧嘩友達, Wasei kenka tomodachi?) de Yasujirō Ozu : Ogen
- 1930 : La Force de l'amour (愛は力だ, Ai wa chikara da?) de Mikio Naruse : la femme de Gōzō
- 1933 : La Danseuse d'Izu (恋の花咲く 伊豆の踊子, Koi no hana saku Izu no odoriko?) de Heinosuke Gosho : Otatsu
- 1935 : Rêve de jeune marié (花婿の寝言, Hanamuko no negoto?) de Heinosuke Gosho
- 1936 : Monsieur Merci (有りがたうさん, Arigatō-san?) de Hiroshi Shimizu : la femme du salon de thé
- 1936 : Le Fils unique (一人息子, Hitori musuko?) de Yasujirō Ozu : Jokō
- 1938 : La Mère et l'Enfant (母と子, Haha to ko?) de Minoru Shibuya
- 1940 : Nobuko (信子, Nobuko?) de Hiroshi Shimizu : Fusako Yoshioka
- 1941 : Journal d'une femme médecin (女医の記録, Joi no kiroku?) de Hiroshi Shimizu : la mère de Mine et Mitsu
- 1946 : Le Matin de la famille Osone (大曾根家の朝, Ōsone-ke no ashita?) de Keisuke Kinoshita : la servante
- 1947 : Récit d'un propriétaire (長屋紳士録, Nagaya shinshiroku?) de Yasujirō Ozu : Tome
- 1947 : Le Phénix (不死鳥, Fushichō?) de Keisuke Kinoshita
- 1948 : Une poule dans le vent (風の中の牝鶏, Kaze no naka no mendori?) de Yasujirō Ozu : Tsune
- 1953 : Le Cœur sincère (まごころ, Magokoro?) de Masaki Kobayashi : la logeuse
- 1956 : La Pièce aux murs épais (壁あつき部屋, Kabe atsuki heya?) de Masaki Kobayashi